# Gendün Tenpa Dargye
Gendün Tenpa Dargye  (1493-1568) was een Tibetaans geestelijke. Hij was de tweeëntwintigste Ganden tripa van 1565 tot 1568 en daarmee de hoofdabt van het klooster Ganden en hoogste geestelijke van de gelugtraditie in het Tibetaans boeddhisme.
Gendun Tenpa Dargye werd in 1493 geboren in Lungsho Una in Uto. Over zijn jeugd is alleen bekend dat hij al vroeg belangstelling had voor religie. Hij schreef zich in bij het Sera Me college van het Seraklooster in Lhasa. Na zijn studie werd hij abt van het Meldro Chakar-klooster. Nadat hij moest vluchten bij een aanval door strijders uit de regio Drigung, werd hij abt te Drakwar. Later ging hij naar het Ganden-klooster waar hij in het Jangtse-college diende.
In 1565, op zijn 73e, werd hij gekozen tot de 22e Ganden tripa. Hij bekleedde deze positie vier jaar en gaf in die tijd onderricht in soetra en tantra, en leidde de belangrijke religieuze vieringen zoals het jaarlijkse Mönlam-gebedsfeest in Lhasa. Enkele van de door hem geschreven teksten werden opgenomen in het standaard-curriculum van het Serme-klooster. Ook andere kloosters, zoals het Choni in Amdo, namen zijn onderwijzingen op in hun opleiding. Gendun Tenpa Dargye overleed in 1568 of 1569 op de leeftijd van 76 of 77 jaar. In het Gandenklooster werd voor hem een zilveren stoepa gemaakt.